# Swiebertje-effect

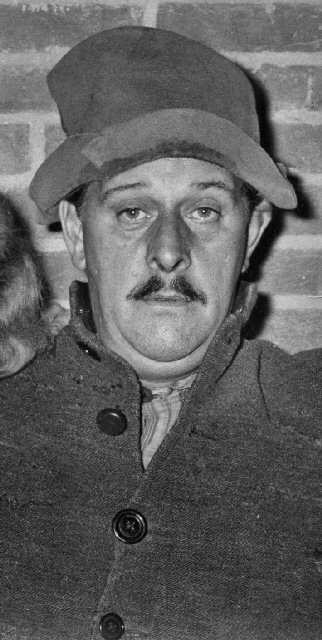
Joop Doderer als Swiebertje

Van het swiebertje-effect spreekt men wanneer een acteur zodanig wordt geassocieerd met een bepaald personage dat het publiek hem moeilijk in een andere rol kan accepteren. Het begrip is genoemd naar het personage dat de acteur Joop Doderer twintig jaar lang speelde in de televisieserie Swiebertje. Doderer raakte door deze rol zozeer overvleugeld dat hij aan het begin van een voorstelling van My Fair Lady te Enschede door het publiek werd onthaald op het liedje Daar komt Swiebertje, de begintune van de serie.
Het verschijnsel wordt soms verward met typecasting, maar gaat nog een stap verder: bij typecasting wordt een acteur met een bepaald soort rollen of genres (zoals actiefilms) vereenzelvigd, terwijl bij het swiebertje-effect hij met één specifiek personage vereenzelvigd wordt.